# Henriette Amelie de Nerha

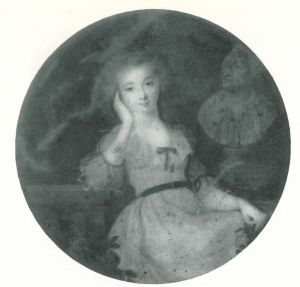
Henriette Amelie de Nerha

Henriette Amelie de Nerha (geboren vermutlich als Amelie Henriette van Haren um 1764 in Brüssel; gestorben 19. Juni 1818 in Amsterdam) war eine niederländische Autorin und die Geliebte des französischen Revolutionärs Mirabeau.

## Leben
Henriette Amelie de Nerha war vermutlich die Tochter des Dichters und Diplomaten Willem van Haren (1710–1768) und Anne Catharine Louise Natalis (1722–1776). Henriette de Nerha blieb unverheiratet. In Paris begann im Jahr 1784 eine junge, niederländische Frau eine Affäre mit dem Adeligen und Publizisten Gabriel Honoré Victor Riquetti, Graf von Mirabeau (1749–1791). Ihr Name und ihre Herkunft sind ungewiss. Mirabeau glaubte, ihr wirklicher Name sei „Madame Van Haren“. Sie gab bei einem Gerichtsprozess im Jahr 1784, in dem sie als Zeugin auftrat, ihren Namen als Amelia Henrietta van Haren an. Ansonsten wird sie in Briefen und anderen offiziellen Dokumenten als Henriette Amelie de Nerha oder De Haren genannt. Dabei ist „Nerha“ ein Anagramm für „Haren“. Mirabeau schrieb den Namen als „Nehra“, fälschlicherweise wird er auch als „Nerah“ geschrieben. Dass sie Henriette als Vornamen verwendete, soll auf Mirabeaus Betreiben geschehen sein: „Amélie ou Henriette comme il l’appelle le plus souvent“ (Amélie oder Henriette, wie er sie meistens nennt). Mirabeau nannte sie vermutlich lieber Henriette, da seine erste Frau, mit der er ernsthafte Konflikte hatte, Amélie hieß.
Vermutlich war Henriette de Nerha eine Tochter des friesischen Adligen, Dichters und Diplomaten Willem van Haren. Sie scheint dies selbst mehrmals erklärt zu haben, und ihrer Sterbeurkunde zufolge wurde sie um 1764 in Brüssel geboren, wo Van Haren Botschafter war. Vermutlich war ihre Mutter Anne Catharine Louise Natalis, Geliebte und ab 1759 rechtmäßige Ehefrau von Van Haren. Sie hatten fünf eheliche und uneheliche Kinder, eines davon hieß Amelia Henriette Wilhelmina. Sie wurde am 1. Juni 1761 in Brüssel geboren, scheint jedoch 1795 gestorben zu sein. Daher ist es unwahrscheinlich, dass es sich bei ihr um Henriette de Nerha handelt. Möglich wäre, dass Henriette de Nerha dieselbe ist wie Henriette Dusercy, die uneheliche Tochter von Van Haren und Natalis, die aus unbekannten Gründen auf den Namen Dusercy getauft wurde. Sie wurde am 12. November 1754 oder 15. Mai 1755 in Brüssel geboren. Davon überzeugt ist Isabella van Eeghen, die als einzige eine umfassende Studie über Henriette de Nerha durchgeführt hat. Als uneheliche Tochter hätte Henriette de Nerha fälschlicherweise den Namen „Haren“ geführt und sich zumden zehn Jahre jünger gemacht, als sie war. Als Mirabeau sie 1784 traf, dachte er, sie sei noch keine zwanzig, und 1804 gab sie sich selbst mit vierzig Jahren an, was auf ein Geburtsjahr um 1764 schließen lässt. Van Eeghen meinte eine Übereinstimmung in den Handschriften zwischen Nerha und Dusercy festgestellt zu haben, jedoch schaffen Briefe von De Nerha und Dusercy, die in der Königlichen Bibliothek bzw. im Nationalarchiv aufbewahrt werden, hierüber auf den ersten Blick keine Klarheit.
Über das Leben von Henriette de Nerhas Leben vor 1784 gibt es wenige Belege. Selbst gab sie an, beim französischen Pfarrer De Puis von Zwolle ein Glaubensbekenntnis abgelegt zu haben. Pfarrer I. du Puy, war zwischen 1777 und 1785 Pfarrer der Wallonischen Kirche in Zwolle. Weiter erwähnt sie in ihren Memoiren einen großartigen Mann, „der mein Wohltäter gewesen war“. Es wird oft angenommen, dass es sich dabei um den Dichter und Staatsmann Onno Zwier van Haren (1713–1779) gehandelt haben muss, der sich nach dem Tod seines Bruders Willem im Jahr 1768 um sie kümmerte und ihr nach seinem eigenen Tod im Jahr 1779 eine Rente hinterließ. Jedoch geht van Eeghen nicht davon aus, da sich in den Papieren von Onno Zwier dazu nichts hat finden lassen. Sie ist der Meinung, dass Nerha bei ihrer Mutter Anne Natalis gelebt hat, bis diese 1776 starb. Nach dem Tod ihrer Mutter wurde sie wahrscheinlich Gouvernante auf Schloss Beverweerd bei Utrecht und 1779 eine „pensionnaire libre“, also ein zahlender Gast, der sich an die Klosterregeln halten musste, im St.-Nikolaus-Kloster in Leuven.

### Beziehung zu Mirabeau
Henriette de Nerha lebte im März 1784 als Pensionärin im Kloster der Petites Orphelines in Paris. Durch die Marquise de Saint Orens lernte sie Gabriel Honoré Victor Riquetti, Graf von Mirabeau, kennen. Gemeinsam unternahmen sie im Mai 1784 eine Reise. Laut Mirabeau sei es neidischen Gegnern gelungen, einen Haftbefehl gegen sie zu erwirken, und zudem wolle er im Ausland einen politisch brisanten Text drucken lassen. Mit dieser Reise nach Brüssel und Maastricht begann ihre vierjährige Beziehung. Sie lebten abwechselnd in Paris, London und Berlin. Nerha schrieb später über diese Beziehung, dass sie sehr intim gewesen sei, aber die Leidenschaft kam von einer Seite: „l’amitié et l’attendrissement de la compassion me tinrent lieu d’amour“ (Freundschaft und die Zärtlichkeit des Mitgefühls haben für mich den Platz der Liebe eingenommen). Sie verwaltete Mirabeaus Haushalt und Finanzen und kümmerte sich um seinen vermutlich leiblichen Pflegesohn Coco, auch bekannt als Jean Marie Nicolas Lucas de Montigny (1782–1852).
Auch in anderer Hinsicht war sie dem umstrittenen Publizisten eine große Hilfe: 1784 schmuggelte sie beispielsweise ein in Maastricht gedrucktes Werk von ihm nach Paris, und 1785 und 1787 gelang es ihr, bei Minister Breteuil die Zusage zu erwirken, Mirabeau könne nach Paris ohne Risiko einer Festnahme zurückkehren. Zwischendurch war sie öfter krank. Darüber zeigte sich Mirabeau stets in seinen Briefen besorgt. Ihre Beziehung geriet ab Herbst 1787 in eine Krise, als sich Mirabeau in eine andere Frau verliebte. Henriette de Nerha bezog 1788 im Frühjahr eine Wohnung in Passy bei Paris. Die Beziehung beendete sie im August, als sie nach England zog. 1789 kehrte sie nach Paris zurück, wo sie Mirabeau noch mehrmals kurz traf. Als er im April 1791 im Alter von 42 Jahren starb, hinterließ er ihr zwanzigtausend Livres. Doch da er hoch verschuldet war, ist es fraglich, ob sie dieses Geld jemals erhielt.
Im Mai 1791 schrieb sie auf Bitten von Auguste Marie Raymond, Graf von der Marck, ihre Erinnerungen an ihre Jahre mit Mirabeau nieder, einen lebhaften und manchmal bewegenden Text.

### Revolution
Während der Revolution lebte Henriette de Nerha noch einige Jahre in Paris. Über diese schrieb sie: „Ich hätte nie gedacht, dass Perversion zu solch grober Ungerechtigkeit führen würde“. Sie sorgte sich in der Zeit um die Zukunft. Um 1793 hatte sie eine besondere Beziehung zum General und Schriftsteller Montesquiou-Fezensac. Als er wegen des Verdachts royalistischer Sympathien in die Schweiz fliehen musste, folgte sie ihm im Jahr 1793. Als Ausländerin und ehemalige Adlige wurde sie 1794 gezwungen, Paris zu verlassen. Sie zog in das nahegelegene Villiers-sur-Marne.

### Nach Amsterdam
Im Jahr 1796/1797 verließ Henriette de Nerha Frankreich. Sie reiste, vermutlich mittellos, nach Amsterdam. Dort wurde sie Gouvernante, später eine Freundin und Protegé der Familie Deutz-van Assendelft-Boreel. Sie war von 1798 bis 1804 Gouvernante der Töchter und lebte mit ihnen im Winter in Amsterdam und im Sommer auf Schloss Assumburg bei Heemskerk. Im Jahr 1804 wurde sie im von Agneta Deutz gegründeten Deutzenhofje an der Prinsengracht registriert, und am 3. Juli desselben Jahres meldete sie sich bei der wallonischen Gemeinde in Amsterdam unter dem Namen „Henriette Emilie Nerrha“ mit einer Bescheinigung aus Paris an. Sie lebte hauptsächlich im Winter auf einem Hofje und unterrichtete Kinder zu Hause oder in Familien, um ihren Lebensunterhalt zu sichern. Im Sommer weilte sie häufig auf Schloss Assumburg.
Mit ihren französischen Freunden und Bekannten, darunter der Marquis de Lafayette, den sie durch Mirabeau kennengelernt hatte, korrespondierte Henriette de Nerha weiterhin. Er vermittelte auch 1806 einen erneuten Kontakt mit dem Sohn Mirabeaus, mit dem sie bis zu ihrem Tod korrespondierte. Sie schickte Lucas de Montigny auch Auszüge aus Mirabeaus Briefen, die später unter dem Titel Lettres à Yet-Lie veröffentlicht wurden. Sie schrieb auch einige Erinnerungen an ihren ehemaligen Liebhaber für Pierre Cabanis nieder, einen Freund von Mirabeau. Vermutlich konvertierte sie 1815 zum Katholizismus, zumindest hatte sie einen Beichtvater. Am 19. Juni 1818 starb Henriette de Nerha nach langer Krankheit. Am 24. Juni wurde ihr Leichnam im Familiengrab der Deutz in der Wallonischen Kirche in Amsterdam beigesetzt. Sie hinterließ nur wenige Besitztümer.
De Nerha gilt als die einzige Frau, die Mirabeau jemals wirklich unterstützt hat.

## Rezeption
In den Niederlanden beschäftigen sich viele Menschen, darunter Jeronimo de Vries (1777–1853) und Conrad Busken Huet, mit der Frage nach ihrer wahren Identität. 1918 veröffentlichte Anna van Gogh-Kaulbach „Jet-Lie“, einen Roman über De Nerha und Mirabeau. Die einzige Monographie über De Nerha wurde von der Historikerin Isabella van Eeghen (1913–1996) verfasst und 1967 veröffentlicht.